# Морозово (Тейковский район)
Морозово — село в Тейковском районе Ивановской области России, административный центр Морозовского сельского поселения.

## География
Село расположено в 15 км на юг от райцентра города Тейково, железнодорожная станция Якшинский на линии Гаврилов Посад — Тейково.

## История
Морозово было вотчиной царей Московских. В 1620 году царь Михаил Федорович пожаловал половину села Морозова и деревни Гридино и Удуново князю Владимиру Бутурлину за его верноподданическую службу в смутное время на Руси. Как видно из межевых книг 1774 года в селе существовала деревянная церковь во имя Святой великомученицы Параскевы. В 1800 году вместо деревянной владелец села премьер-майор Николай Сергеевич Бутурлин построил на свои средства каменную церковь во имя Святой Параскевы с теплым приделом во имя святителя и Чудотворца Николая с каменной колокольней и оградой. В 1893 году приход состоял из села (33 двора) и деревень: Яковино, Удуново, Гридино, Волосачево. Всех дворов в приходе 91, мужчин — 322, женщин — 337.
В конце XIX — начале XX века село входило в состав Нельшинской волости Суздальского уезда Владимирской губернии.
С 1929 года село являлось центром Морозовского сельсовета Тейковского района, с 2005 года — центр Морозовского сельского поселения.

## Население
| 1859 | 1905 | 2010 |
| ---- | ---- | ---- |
| 224  | ↗331 | ↗916 |

## Достопримечательности
В селе находится действующая Церковь Параскевы Пятницы (1800)